# Elecciones al Parlamento de Navarra de 1987
Las elecciones al Parlamento de Navarra de 1987 tuvieron lugar el 10 de junio. Con un censo de 393.326 electores, los votantes fueron 286.722 (72,90%) y 106.604 las abstenciones (27,10%). En estas elecciones se registró la mayor participación de las tres primeras citas con las urnas.
El PSN se mantuvo como primera fuerza, a pesar de acusar el desgaste del gobierno. Nuevamente el sector de centro-derecha se disgregó, permitiendo al PSN conservar su primer puesto. Eusko Alkartasuna, escisión del PNV, consiguió reducir a una presencia testimonial a su partido matriz que desapareció del Parlamento Foral. La ruptura de Coalición Popular en 1986, que como la coalición AP-PDP-UL había obtenido 8 escaños en las anteriores elecciones forales, llevó a que sus componentes, por separado, apenas obtuvieran 5 escaños (2 de Alianza Popular y 3 de Unión Demócrata Foral).
Fue elegido presidente Gabriel Urralburu Tainta (PSN-PSOE) como cabeza de la lista más votada, merced un acuerdo con UPN desde el 1988. 

## Resultados
| ← Elecciones al Parlamento de Navarra de 1987 → |                                                                 |                         |        |       |         |     |
| Presidente y gobierno | Partido                                                         | Candidato               | Votos  | %     | Escaños | +/– |
| - Presidente: Gabriel Urralburu - Gobierno: PSN-PSOE - Censo: 393.326 - Votantes: 286.722 (72,9%) - Abstención: 106.604 (27,1%) - Válidos: 283.395 - A candidatura: 279.445 (98,6%) | Partido Socialista de Navarra-PSOE (PSN-PSOE)                   | Gabriel Urralburu       | 78.453 | 28,07 | 15      | –5  |
| - Presidente: Gabriel Urralburu - Gobierno: PSN-PSOE - Censo: 393.326 - Votantes: 286.722 (72,9%) - Abstención: 106.604 (27,1%) - Válidos: 283.395 - A candidatura: 279.445 (98,6%) | Unión del Pueblo Navarro (UPN)                                  | Juan Cruz Alli          | 69.419 | 24,84 | 14      | +1  |
| - Presidente: Gabriel Urralburu - Gobierno: PSN-PSOE - Censo: 393.326 - Votantes: 286.722 (72,9%) - Abstención: 106.604 (27,1%) - Válidos: 283.395 - A candidatura: 279.445 (98,6%) | Herri Batasuna (HB)                                             | Iñaki Aldekoa           | 38.138 | 13,68 | 7       | +1  |
| - Presidente: Gabriel Urralburu - Gobierno: PSN-PSOE - Censo: 393.326 - Votantes: 286.722 (72,9%) - Abstención: 106.604 (27,1%) - Válidos: 283.395 - A candidatura: 279.445 (98,6%) | Centro Democrático y Social (CDS)                               | Pablo García Tellechea  | 21.022 | 7,52  | 4       | +4  |
| - Presidente: Gabriel Urralburu - Gobierno: PSN-PSOE - Censo: 393.326 - Votantes: 286.722 (72,9%) - Abstención: 106.604 (27,1%) - Válidos: 283.395 - A candidatura: 279.445 (98,6%) | Eusko Alkartasuna (EA)                                          | Iñaki Cabasés           | 19.840 | 7,10  | 4       | +4  |
| - Presidente: Gabriel Urralburu - Gobierno: PSN-PSOE - Censo: 393.326 - Votantes: 286.722 (72,9%) - Abstención: 106.604 (27,1%) - Válidos: 283.395 - A candidatura: 279.445 (98,6%) | Unión Demócrata Foral (UDF)                                     | Jaime Ignacio del Burgo | 17.663 | 6,32  | 3       | +3  |
| - Presidente: Gabriel Urralburu - Gobierno: PSN-PSOE - Censo: 393.326 - Votantes: 286.722 (72,9%) - Abstención: 106.604 (27,1%) - Válidos: 283.395 - A candidatura: 279.445 (98,6%) | Alianza Popular (AP)                                            | Miguel Urquía           | 11.985 | 4,29  | 2       | –6  |
| - Presidente: Gabriel Urralburu - Gobierno: PSN-PSOE - Censo: 393.326 - Votantes: 286.722 (72,9%) - Abstención: 106.604 (27,1%) - Válidos: 283.395 - A candidatura: 279.445 (98,6%) | Euskadiko Ezkerra (EE)                                          | Ramón Arozarena         | 9.618  | 3,44  | 1       | +1  |
| - Presidente: Gabriel Urralburu - Gobierno: PSN-PSOE - Censo: 393.326 - Votantes: 286.722 (72,9%) - Abstención: 106.604 (27,1%) - Válidos: 283.395 - A candidatura: 279.445 (98,6%) | Batzarre-Asamblea de Izquierdas de Navarra                      |                         | 5.880  | 2,11  | 0       |     |
| - Presidente: Gabriel Urralburu - Gobierno: PSN-PSOE - Censo: 393.326 - Votantes: 286.722 (72,9%) - Abstención: 106.604 (27,1%) - Válidos: 283.395 - A candidatura: 279.445 (98,6%) | Izquierda Unida (IU)                                            |                         | 3.802  | 1,36  | 0       |     |
| - Presidente: Gabriel Urralburu - Gobierno: PSN-PSOE - Censo: 393.326 - Votantes: 286.722 (72,9%) - Abstención: 106.604 (27,1%) - Válidos: 283.395 - A candidatura: 279.445 (98,6%) | Partido Nacionalista Vasco (PNV)                                |                         | 2.661  | 0,96  | 0       | –3  |
| - Presidente: Gabriel Urralburu - Gobierno: PSN-PSOE - Censo: 393.326 - Votantes: 286.722 (72,9%) - Abstención: 106.604 (27,1%) - Válidos: 283.395 - A candidatura: 279.445 (98,6%) | Partido de los Trabajadores de España-Unidad Comunista (PTE-UC) |                         | 964    | 0,35  | 0       |     |
| - Presidente: Gabriel Urralburu - Gobierno: PSN-PSOE - Censo: 393.326 - Votantes: 286.722 (72,9%) - Abstención: 106.604 (27,1%) - Válidos: 283.395 - A candidatura: 279.445 (98,6%) | Nulos                                                           | N/A                     | 3.327  | 0,85  | N/A     | N/A |
| - Presidente: Gabriel Urralburu - Gobierno: PSN-PSOE - Censo: 393.326 - Votantes: 286.722 (72,9%) - Abstención: 106.604 (27,1%) - Válidos: 283.395 - A candidatura: 279.445 (98,6%) | En blanco                                                       | N/A                     | 3.950  | 1,40  | N/A     | N/A |